# Chirassimont
Chirassimont település Franciaországban, Loire megyében. Lakosainak száma 388 fő (2022. január 1.). Chirassimont Fourneaux, Machézal, Sainte-Colombe-sur-Gand, Saint-Cyr-de-Valorges és Saint-Just-la-Pendue községekkel határos.

## Népesség
A település népességének változása:
| Lakosok száma | 581  | 417  | 409  | 379  | 387  | 405  | 400  | 399  | 399  | 388  |
|               | 1968 | 1982 | 1990 | 2006 | 2013 | 2015 | 2017 | 2019 | 2020 | 2022 |